# Histoire du Juif errant
Histoire du Juif errant est un roman de Jean d'Ormesson publié le 15 janvier 1991 aux éditions Gallimard.

## Résumé
Vers 1980, Simon arrive à Venise. Personnage étrange, il marche pour l'éternité, sans jamais trouver le repos de la mort, condamné par Jésus à qui il a refusé un verre d'eau lors du chemin de croix vers le Golgotha. Sous le nom d'Ahasvérus, il fut cordonnier à Jérusalem vers l'an 1, puis sous des identités diverses, il devint proche du procurateur Ponce Pilate, de Néron, d'Alaric roi wisigoth, amant de Popée, de Pauline Borghèse, de la mythique comtesse Thamar, compagnon de route de Frédéric II, des croisés, du grand Khan, de saint François, de Zurbaran, de Christophe Colomb, de Chateaubriand. Anonyme acteur de l'histoire, mais acteur majeur sous des noms multiples et sous l'apparence de personnages protéiformes, il est le Juif errant, porteur d'une faute première, qui endosse l'humanité dans sa succession d'avatars, du plus sublime au plus dégradant. Au fil des entretiens fascinants qu'il a, face à la douane de mer, avec la jeune ingénue Marie, il narre son histoire et son errance sans fin à travers le temps, l'espace méditerranéen et l'histoire, de Lisbonne jusqu'aux rives de l'Indus et du cœur de la Chine. Est-il fou, fabulateur, le vrai mythe incarné ou rêvé du Juif errant ?

## Accueil de la critique
À la mort de Jean d'Ormesson en 2017, Josyane Savigneau pour Le Monde, dans la nécrologie qu'elle consacre à l'écrivain, associe Histoire du Juif errant, La Douane de mer et Presque rien sur presque tout en une trilogie informelle dans laquelle « Jean d’Ormesson tente une explication du monde ».

## Éditions
- Éditions Gallimard, coll. « Blanche », 1991  (ISBN 9782070720910).
- Éditions Gallimard, coll. « Folio » no 2436, 1993  (ISBN 9782070385782)
- Éditions Gallimard, Bibliothèque de la Pléiade, Œuvres tome I, no 605, 2015  (ISBN 9782070146307)